# 롬지

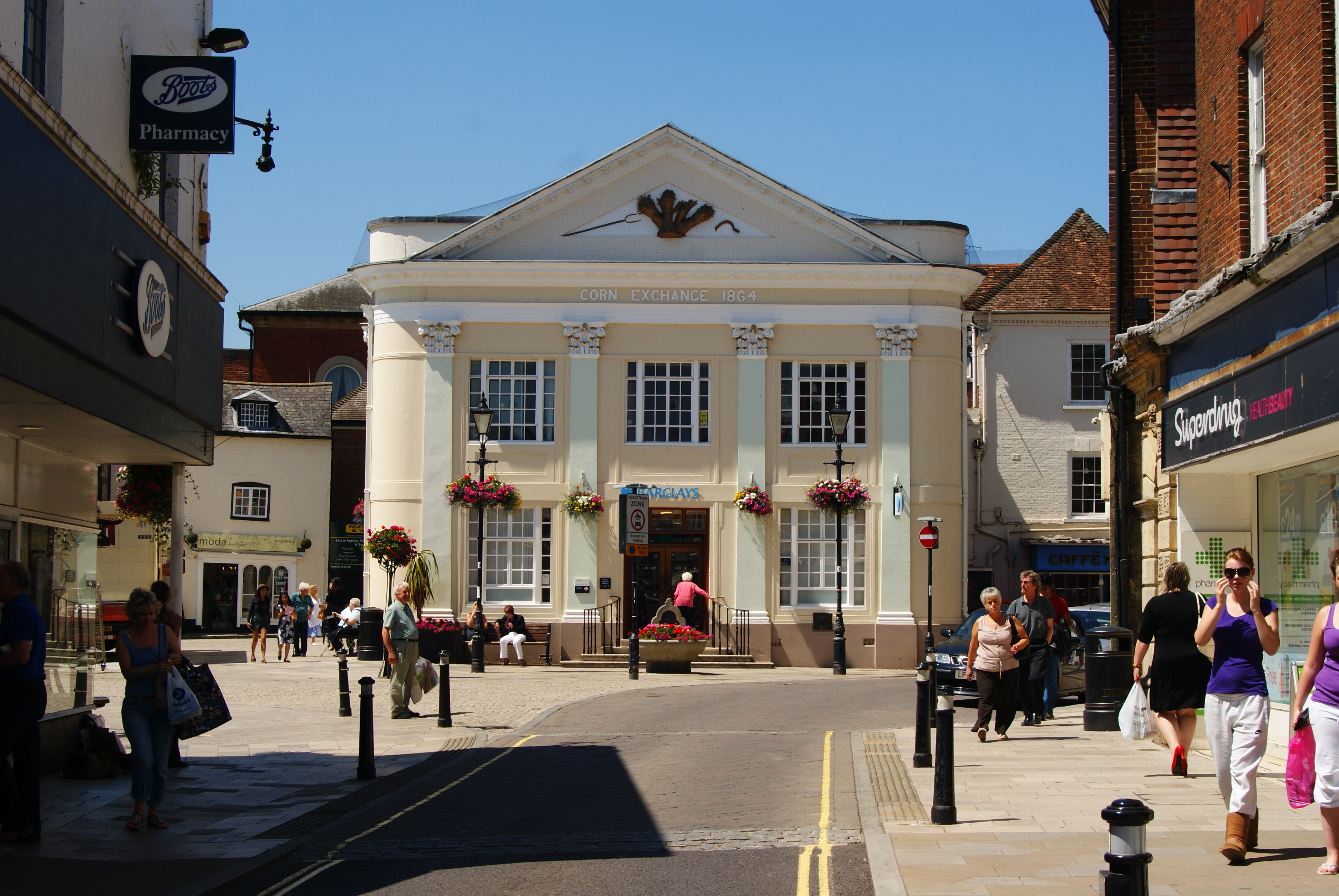
롬지

롬지(영어: Romsey)는 잉글랜드 햄프셔주에 위치한 도시로 인구는 82,622명(2011년 기준), 면적은 4.93km2이다. 사우샘프턴에서 북서쪽으로 11km, 윈체스터에서 남서쪽으로 18km, 솔즈베리에서 남동쪽으로 27km 정도 떨어진 곳에 위치한다.